# Capannole
Capànnole è una frazione del comune di Bucine, nella provincia di Arezzo.

## Storia
I primi documenti riguardanti questa frazione risalgono al Medioevo,  anche se alcuni ritrovamenti archeologici di epoca romana testimoniano una presenza umana stabile già dall'antichità. Il borgo, situato in una zona collinare, a causa della vicinanza geografica con Arezzo, Siena e Firenze ha avuto, sin dall'antichità, una notevole importanza dal punto di vista strategico, in quanto alcuni storici affermano che proprio in questo borgo fosse situata l'antica stazione romana Umbro flumen annotata nella Tabula Peutingeriana. Inoltre, alla riva dell'Ambra, nel terreno denominato "Roma vecchia" sono stati rinvenuti ruderi di un nobile edificio costruito in Opus reticulatum, il quale è stato indicato dagli storici come una possibile villa romana. Questo piccolo borgo è stato notevolmente abitato tra l'Età romana e il Medioevo.

## Monumenti e luoghi d'interesse
Di notevole importanza è la chiesa di San Quirico, le cui informazioni risalgono all'Alto Medioevo.